# Néstor Martín-Fernández de la Torre
Néstor Martín-Fernández de la Torre né le 7 février 1887 à Las Palmas de Grande Canarie et décédé dans la même ville le 6 février de 1938, connu aussi comme Néstor, est un peintre espagnol symboliste et moderniste.

## Biographie
Néstor a commencé à développer sa vocation artistique aux Canaries en faisant ses premiers dessins à sept ans, lorsqu'il étudiait au Collège San Agustín, où il a reçu des leçons de dessin de Nicolás Massieu. En 1899, il reçoit les premières aspirations artistiques de la part de son premier professeur, le peintre espagnol Eliseo Meifrén. En 1901, il alla à Madrid grâce à une bourse dans l'intention de passer le concours de l'Académie des Beaux-Arts de San Fernando mais il préféra étudier au contact des œuvres du musée du Prado. Il suivit les cours de Rafael Hidalgo de Caviedes durant ces années dans la capitale espagnole. l'accueille et à partir de 1904, il voyagea en Europe (Paris, Bruxelles, Gand, Bruges et Londres) pour perfectionner sa technique. C'est en résidant à Paris qu'il perfectionna son art, en lui donnant une grande portée décorative. Il acquiert alors un renom pour ses ornementations des bâtiments publics et dans la création de décors de théâtre.
Il organise sa première exposition à Barcelone en 1908 au Cercle Ecuestre, avec une collection de portraits. En 1909, il présente dans la Salle Parés à Barcelone quatre decorations destinés aux plafonds du salon de Fêtes du Tibidabo, inspirés par les poèmes de Jacint Verdaguer, L’Atlàntida et Canigó. Quelques années plus tard, il expose au Fayans Català le portrait d'Enrique Granados et sa Berenice, ainsi que divers dessins réalisés à la plume en 1911. De retour à Londres, il réalise des gravures à l'eau-forte, Le Garrotín et La Macarena, pour lesquels il a reçu le premier prix de l'École Municipale Londonienne.

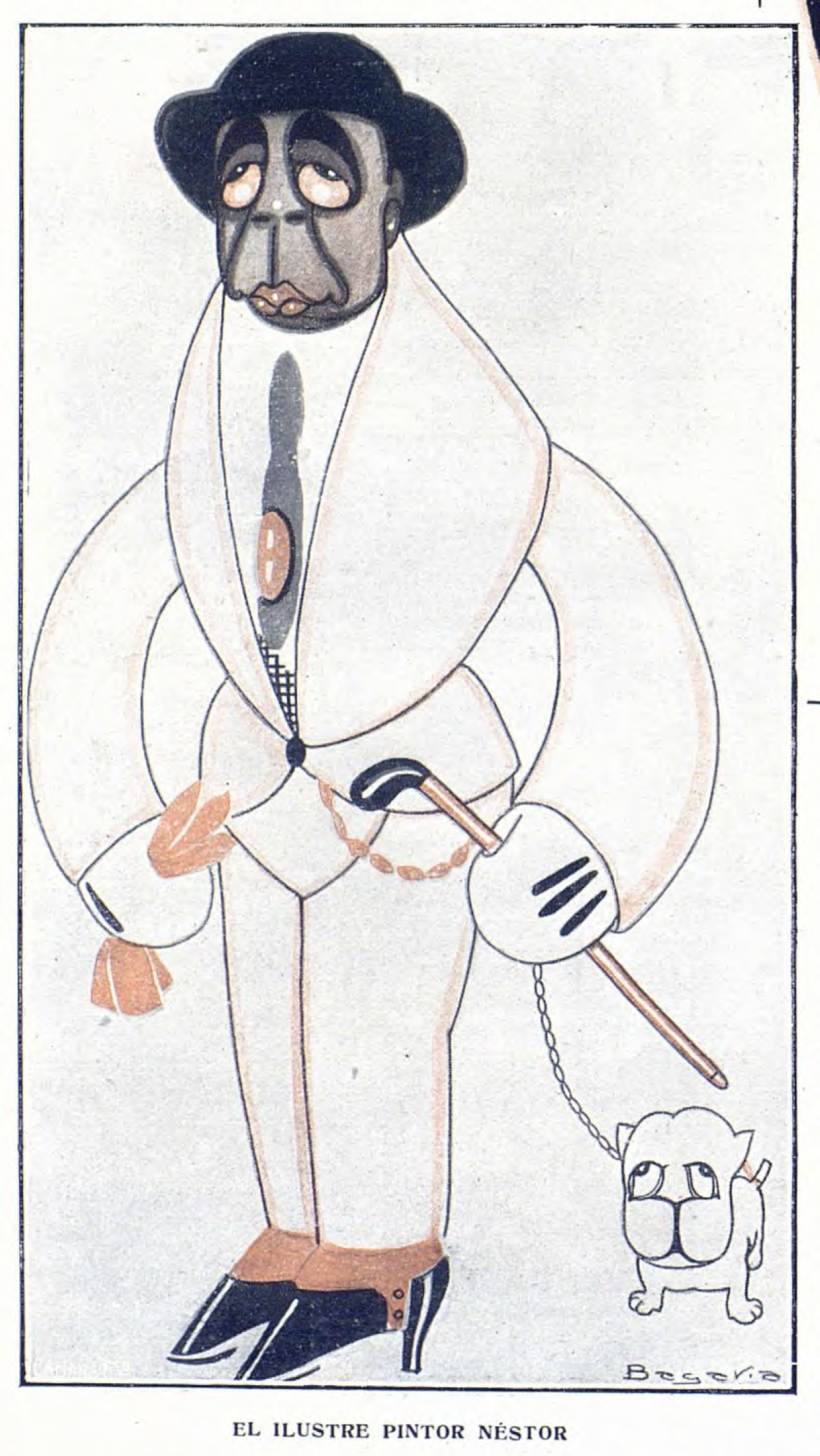
Caricature de Néstor par Bagaría en 1916

Néstor dessina les décors pour L'amour sorcier de Manuel de Faillit, présenté à Madrid en 1915. En 1912, l'artiste fut nommé membre de la Union Internationale des Beaux Arts et des Lettres de Paris. Il fit de nombreuses expositions en Europe et en Amérique, notamment à Buenos Aires en 1918. 
Il s'installe à Paris en 1928 avec son compagnon Gustavo Durán qu'il rencontra à Madrid en 1923 alors qu'ils fréquentaient la Résidence des Étudiants comme  Lorca, Rafael Alberti et Luis Buñuel. Il fréquente en France Alejo Carpentier, Ernest Hemingway, André Malraux ou encore Anaïs Nin puis après sa rupture avec Gustavo Durán en 1933, il rentre aux Canaries pour raisons de santé en 1934 et crée le concept de tipismo. 
Néstor meurt prématurément en 1938. A sa mort, il a laissé inachevés le Poème de la Terre et les croquis Poème de l'Air et Poème du Feu. Son inhumation a été un événement de grande ampleur, en rassemblant à une grande foule de personnes.

## Production artistique
Néstor est un des peintres canariens plus connu en dehors des Canaries. Son œuvre s'inscrit d'abord dans le courant symboliste puis dans le courant moderniste. Amateur des couleurs vives, Néstor fut aussi un peintre décoratif, il collabora ainsi avec son frère, l'architecte Miguel Martín-Fernández de la Torre. Il peint des sujets raffinés et ambigus, souvent décadents. Il fit preuve d'audace, notamment avec Les Sept vices en 1913, œuvre homoérotique qui accompagnait un poème de Rubén Darío. Il peint aussi des sujets liés à la mythologie ou bien encore des majas. 

Grand coloriste et décorateur, Néstor est un peintre de compositions et portraits. Aux Canaries, il réalise des séries de paysages ainsi que  différents décors comme celui du Casino de Tenerife et du Théâtre Pérez Galdós. 

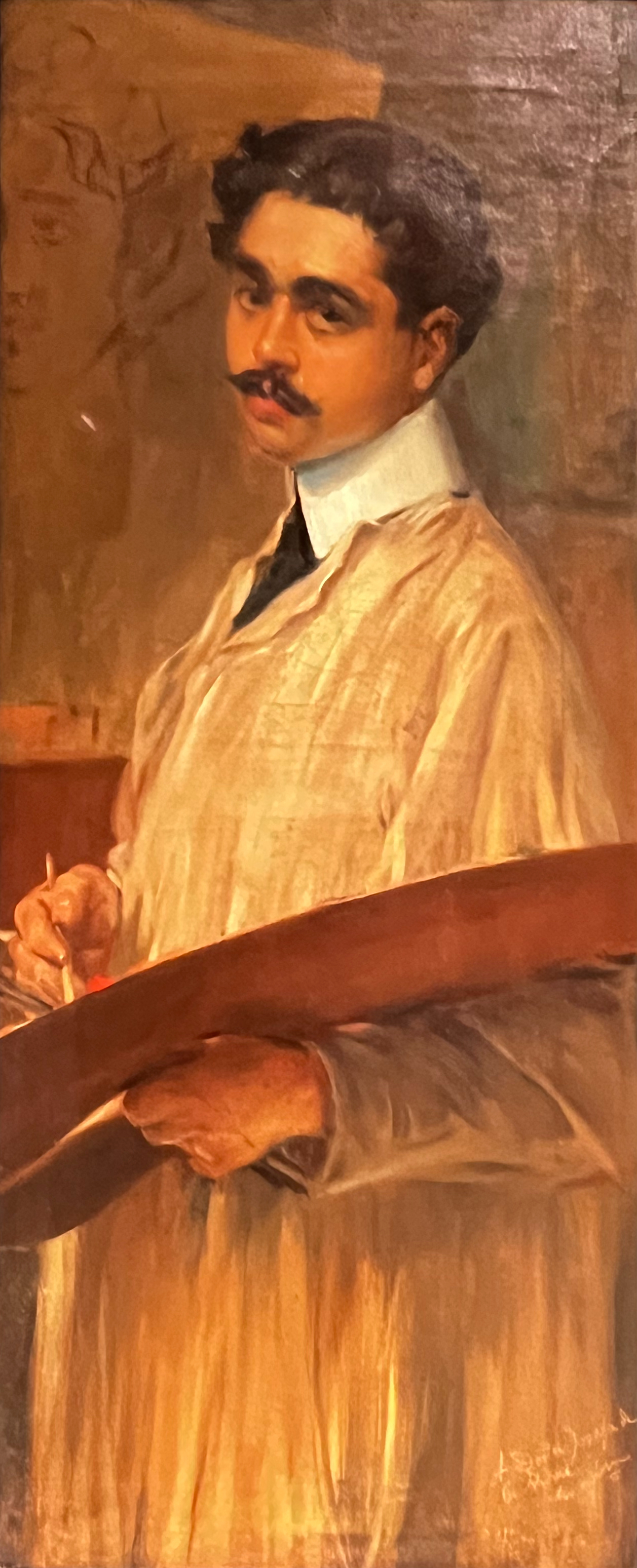
Autoportrait (1901-1904)
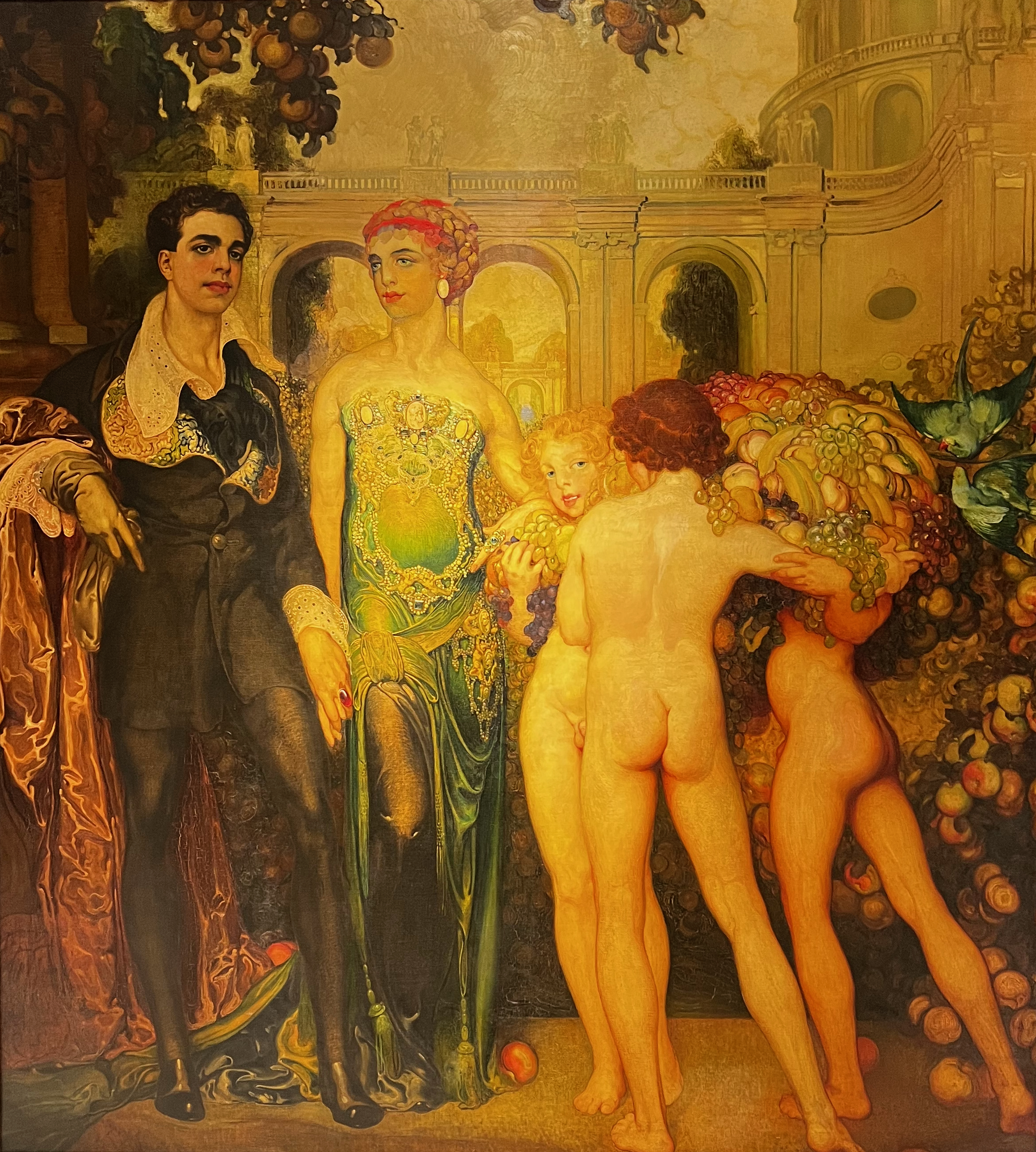
Les Noces du prince (1909)
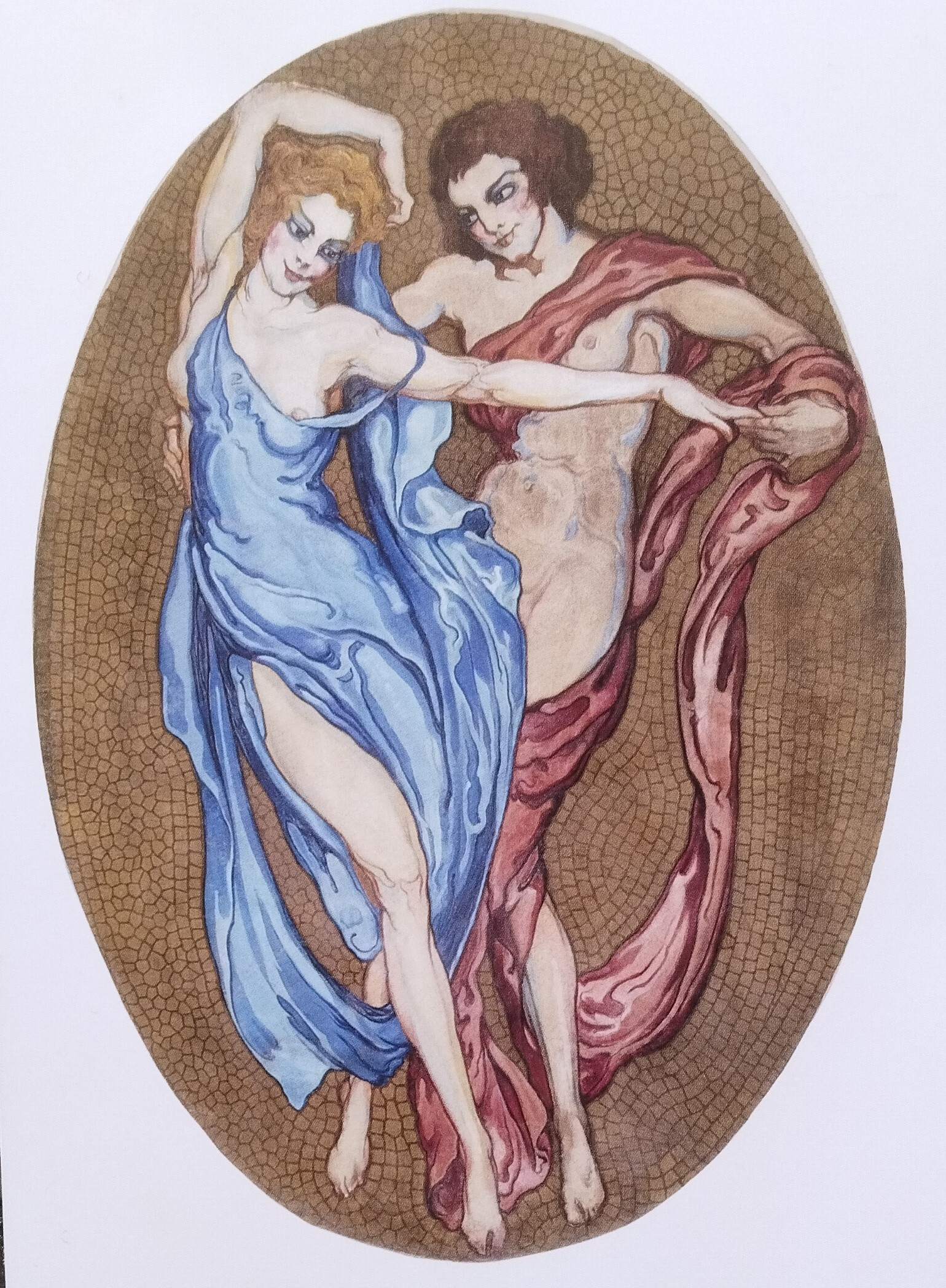
Casino Kursaal (1922)
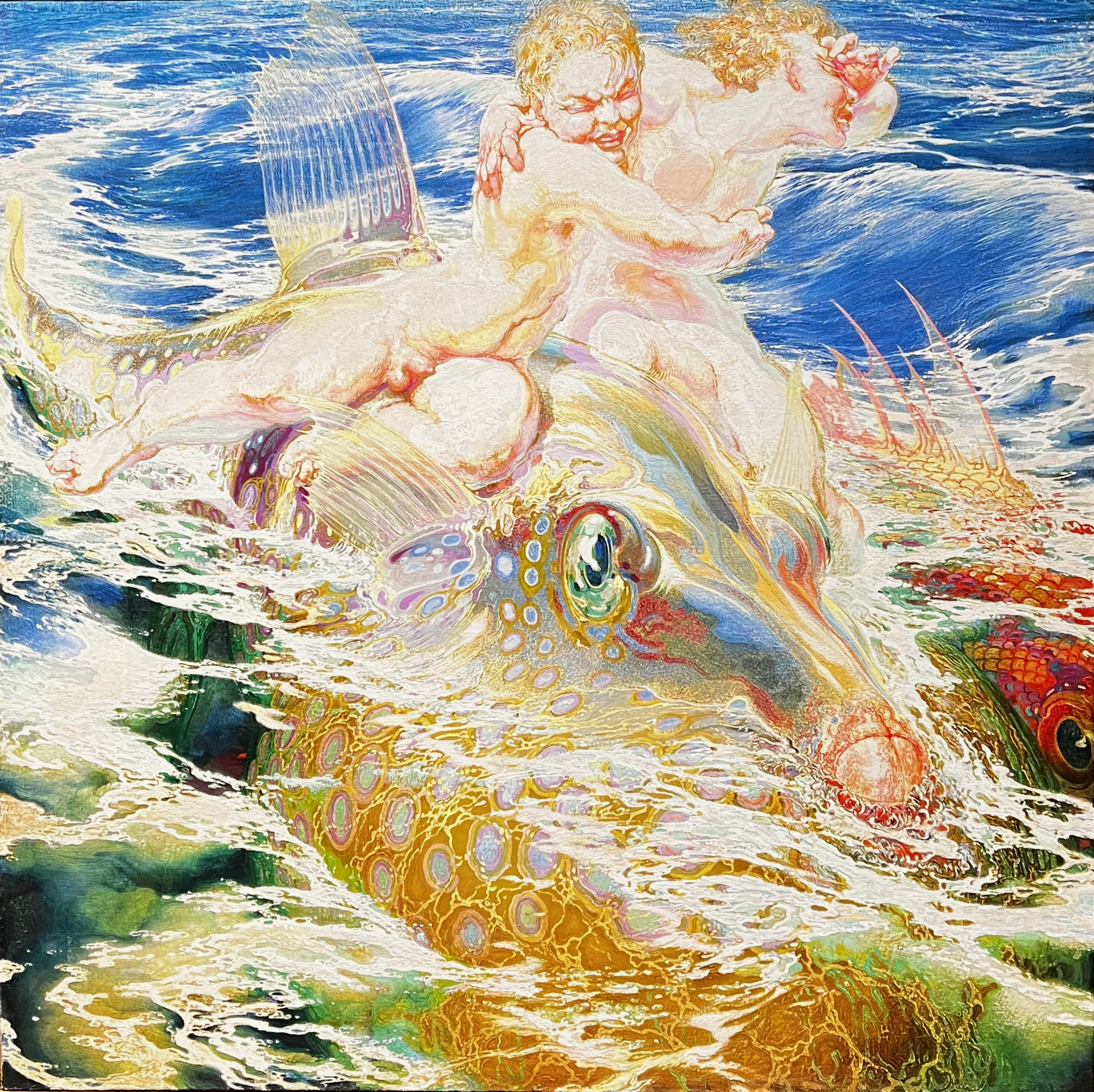
Le midi (1917-1918)
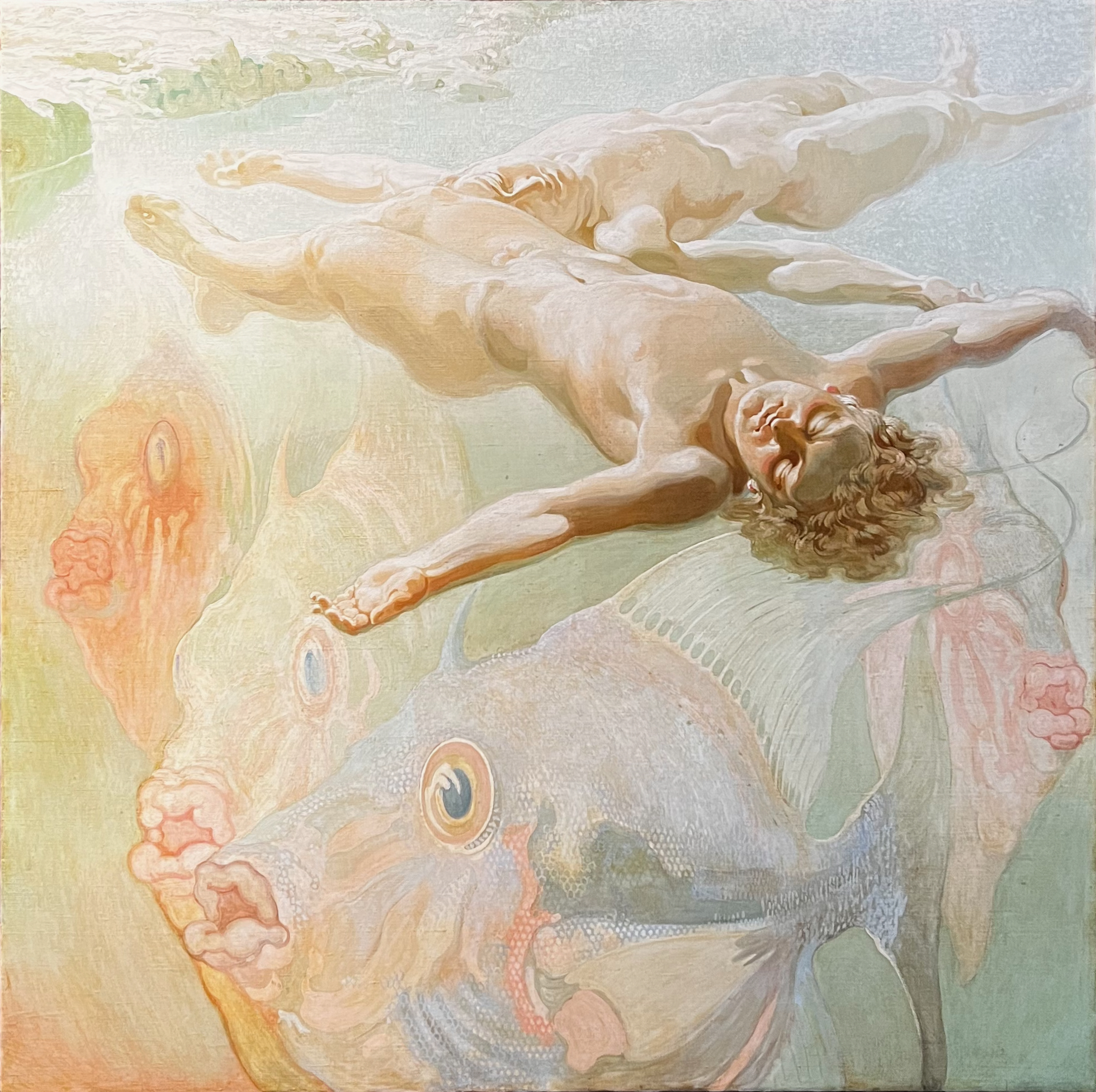
La Mer au repos (1918-1924)
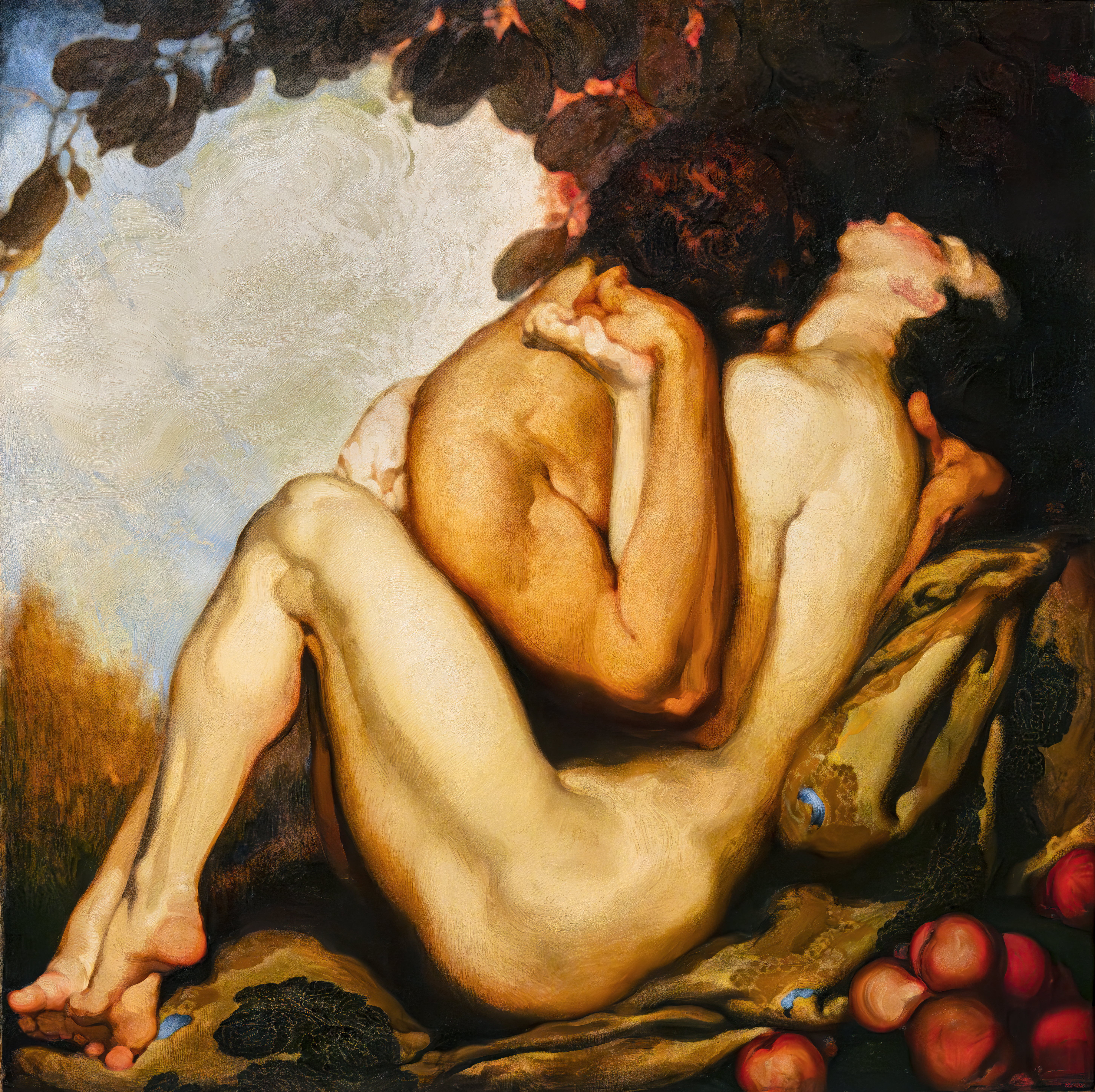
Possession
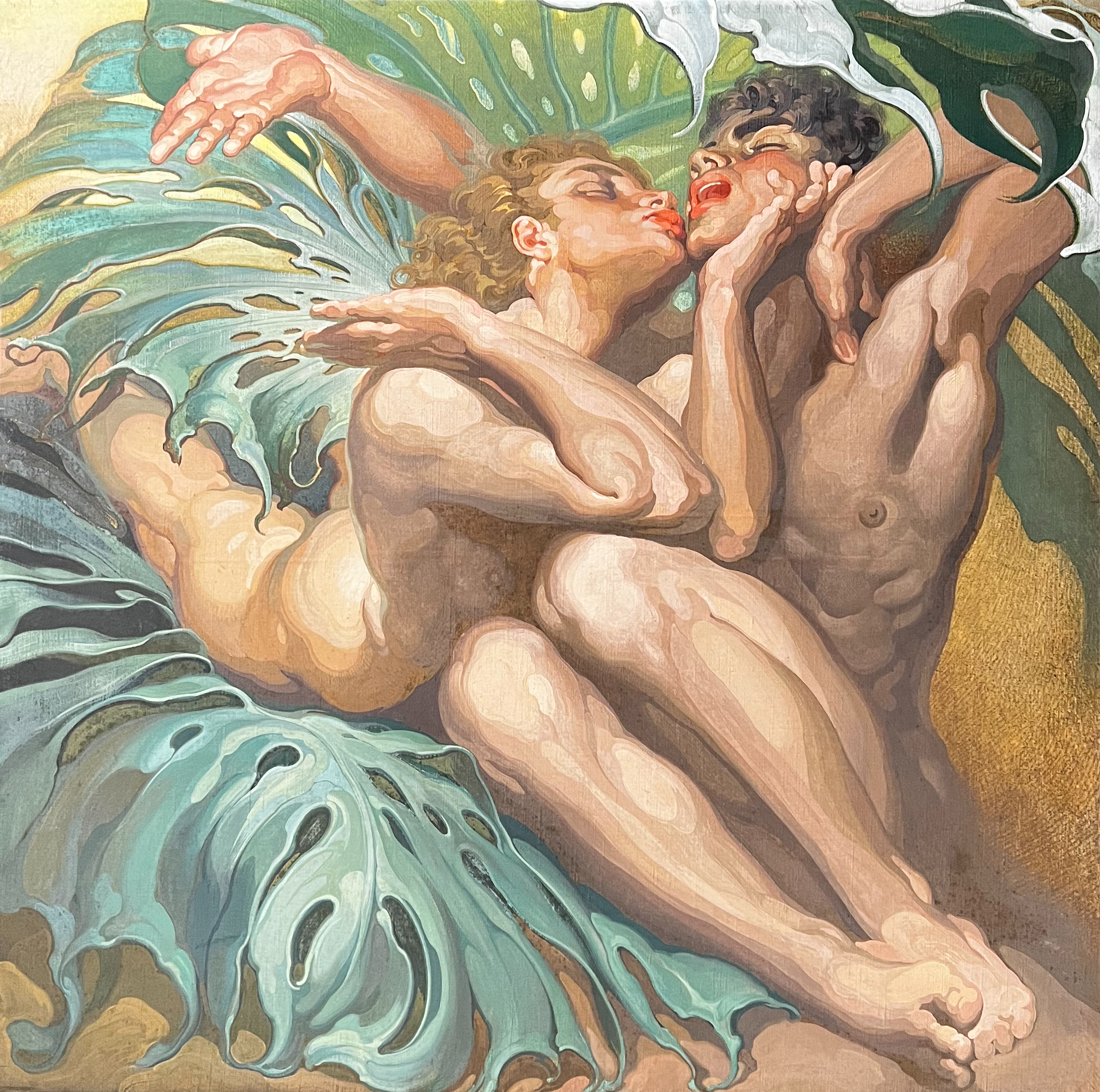
Printemps (1938)
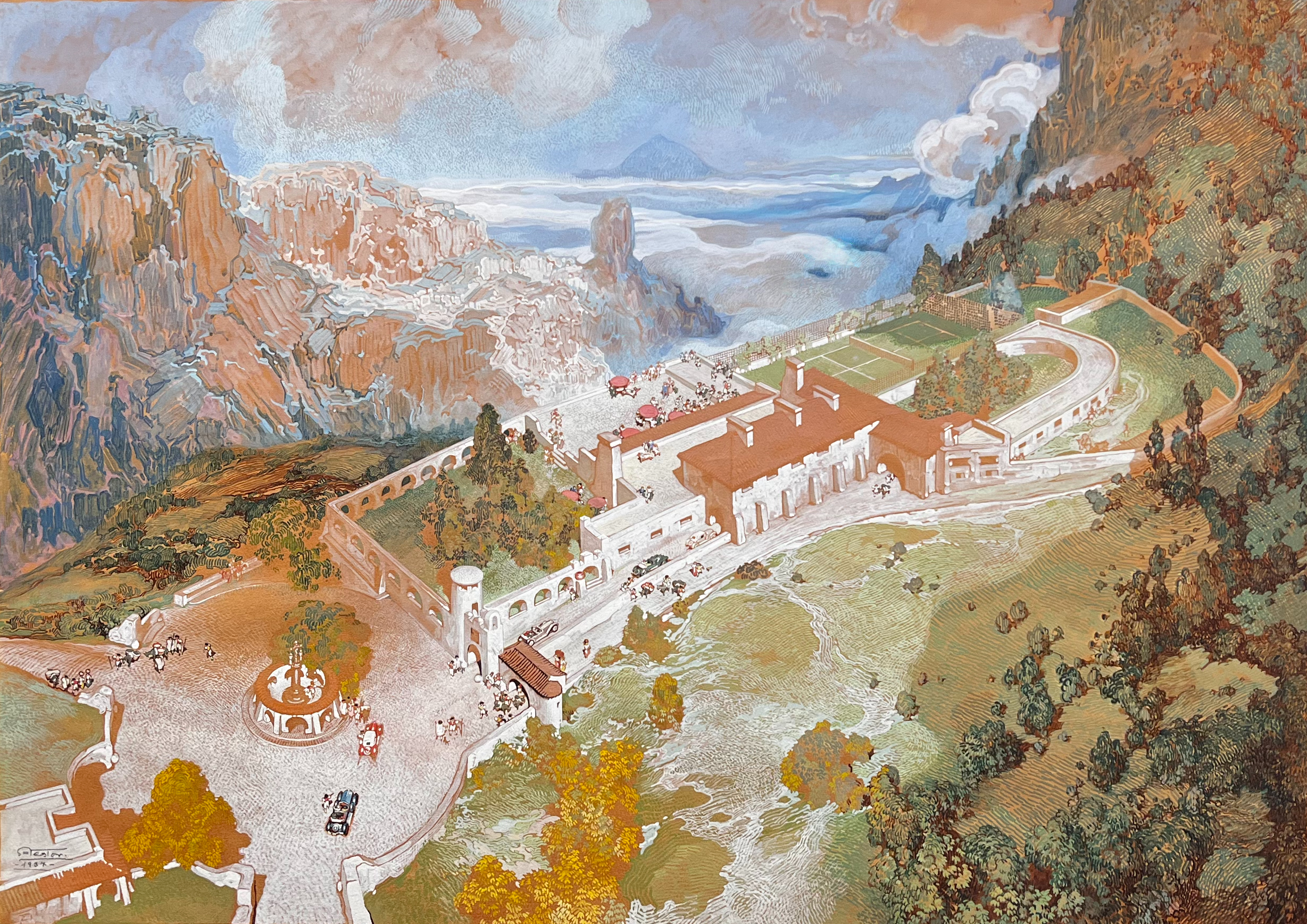
Albergue de la Cruz de Tejeda (1937)
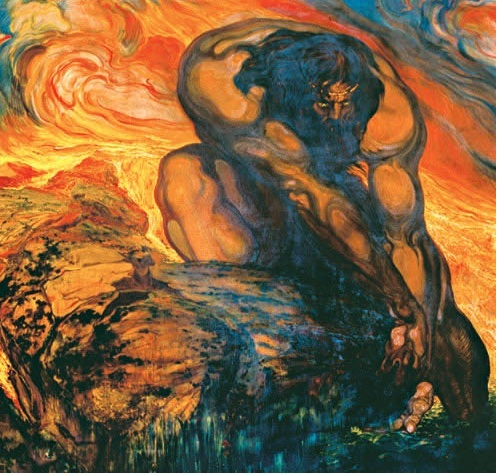
Hercule
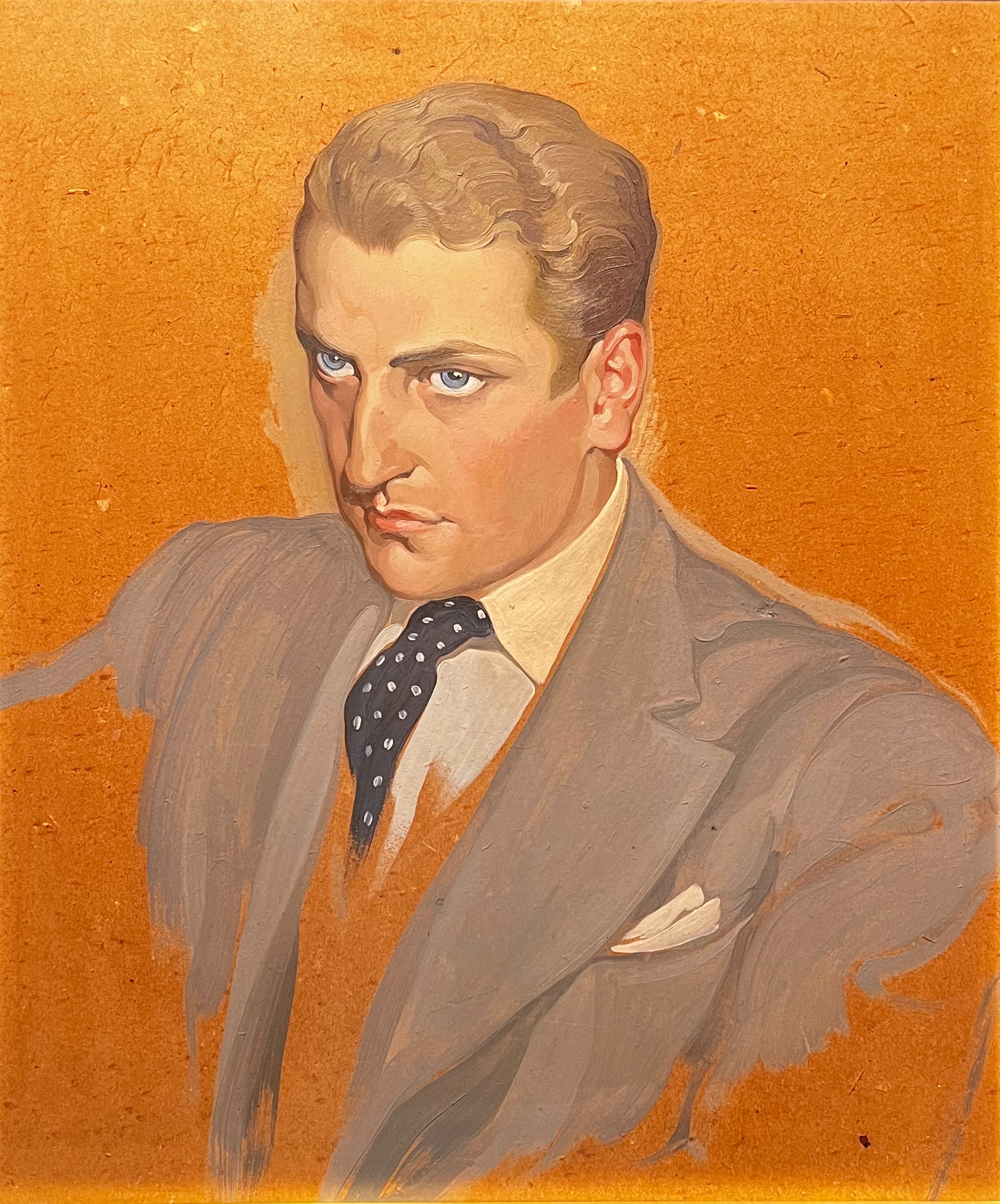
Gustavo Durán

Néstor a conçu notamment eux grandes séries picturales avec comme toile de fond le paysage des Canaries : Poème de l'Atlantique avec des poissons et Poème de la Terre représentant la sexualité. Ces séries forment une simple part de l'ambitieux Poème des Éléments, un hommage à la nature canarienne qu'il comptait réaliser.
Il a également fait de nombreux décors pour le théâtre et des costumes.
Le 18 juillet 1956 fut inauguré au Pueblo Canario, le Musée Néstor, pinacothèque qui accueille grande part de son œuvre. En 2025, le Musée Reina Sofia de Madrid lui consacre une exposition Néstor reencontrado.